# Eichenberg (Naabgebirge)
Der Eichenberg ist 559 m ü. NHN hoch und liegt im Naabgebirge.

## Name
Der Eichenberg hat seinen Namen von dem reichen Eichenbestand, der ihn früher in seiner ganzen Ausdehnung bedeckte.

## Geographie

### Geographische Lage
Der Eichenberg liegt im Gebiet der Gemeinde Schnaittenbach.

### Naturräumliche Zuordnung
Der Eichenberg liegt im westlichen Naabgebirge. Das Naabgebirge ist der westlichste Ausläufer des Oberpfälzer Walds. Die naturräumlichen Haupteinheitengruppe, zu der der Eichenberg gehört, ist der Oberpfälzisch-Bayerische Wald.
Die Einzelblätter 1:200.000 zum Handbuch der naturräumlichen Gliederung Deutschlands gliedern das Gebiet folgendermaßen:
- 40 Oberpfälzisch-Bayerischer Wald
  - 401 Vorderer Oberpfälzer Wald
    - 401.3 Südwestlicher Niederer Oberpfälzer Wald
      - 401.39 Naabgebirge
        - 401.392 Westliches Naabgebirge[2][3]